# المسحورة (فلم)
المسحورة (بالإنجليزية: Spellbound) هو فيلم نفسي تم إنتاجه في الولايات المتحدة وصدر في سنة 1945. الفيلم من إخراج ألفريد هتشكوك.

## بطولة
- إنغريد برغمان
- جريجوري بيك

### ترشيحات وجوائز
| السنة | الحدث  | الفئة               | النتيجة  |
| ----- | ------ | ------------------- | -------- |
|       | أوسكار | أفضل موسيقى تصويرية | فـــــوز |

## الميزانية والإيرادات
بلغت تكلفة إنتاج الفيلم حوالي 1.5 مليون دولار بينما حقق أرباحا تقدر بـ 6,387,000 (by 1947) دولار.

## وصلات خارجية
- مقالات تستعمل روابط فنية بلا صلة مع ويكي بيانات

1. ↑  "60 Top Grossers of 1946", Variety 8 January 1947 p8 نسخة محفوظة 17 مارس 2017 على موقع واي باك مشين.
2. ↑  "Miklós Rózsa - Biography". مؤرشف من الأصل في 2016-03-22. اطلع عليه بتاريخ 2009-12-21.
3. ↑  Smit، David (2012). "Ingrid Bergman: The Life, Career and Public Image". ISBN:9780786472260. مؤرشف من الأصل في 2020-01-27. {{استشهاد بدورية محكمة}}: الاستشهاد بدورية محكمة يطلب |دورية محكمة= (مساعدة) و|archive-date= / |archive-url= timestamp mismatch (مساعدة)